# Spongiporus
Spongiporus is een geslacht van schimmels behorend tot de familie Dacryobolaceae. De typesoort is Spongiporus leucospongia. Later werd deze soort heringedeekd baar het geslacht Tyromyces als Tyromyces leucospongius.

## Soorten
Volgens Index Fungorum telt het geslacht zes soorten (peildatum februari 2022):
| Soortnaam                               | Auteur(s)                                                       | Publicatiejaar |
| --------------------------------------- | --------------------------------------------------------------- | -------------- |
| Spongiporus altocedronensis             | Murrill                                                         | 1907           |
| Spongiporus floriformis (Rozetkaaszwam) | (Quél.) Zmitr.                                                  | 2018           |
| Spongiporus gloeoporus                  | (L.L. Shen, B.K. Cui & Y.C. Dai) B.K. Cui, L.L. Shen & Y.C. Dai | 2018           |
| Spongiporus lateralis                   | Ryvarden & Gilb.                                                | 1984           |
| Spongiporus perdelicatus                | (Murrill) Zmitr.                                                | 2018           |
| Spongiporus zebra                       | (Y.L. Wei & W.M. Qin) B.K. Cui, L.L. Shen & Y.C. Dai            | 2018           |